# Armando
Armando  è un nome proprio di persona italiano maschile.

## Varianti
- Maschili
  - Alterati: Armandino[2]
- Femminili: Armanda[1][2]
  - Alterati: Armandina[2]

## Origine e diffusione
Si tratta di un adattamento del francese Armand, a sua volta discendente dal nome germanico Hariman, equivalente all'italiano Ermanno (composto quindi dalle radici germaniche hari, "esercito", "popolo in armi", e mann, "uomo").
In Italia, dove gode di buona diffusione su tutto il territorio nazionale, è stato adottato durante il XIX secolo, ed ha beneficiato, nel secolo seguente, della popolarità del romanzo di Alexandre Dumas figlio La signora delle camelie, il cui protagonista maschile si chiama Armand Duval. Ulteriore prestigio al nome venne dopo la prima guerra mondiale, grazie alla fama di Armando Diaz, il generale che arrestò l'offensiva austriaca dopo Caporetto e guidò l'esercito nella battaglia di Vittorio Veneto. Oltre che in italiano, è in uso anche in spagnolo e portoghese.

## Onomastico
Nessun santo ha mai portato il nome Armando, che quindi è adespota. L'onomastico si può festeggiare il 1º novembre, giorno di Ognissanti, oppure lo stesso giorno di Ermanno, a cui corrisponde, o anche in memoria di uno dei beati così chiamati: Armando da Zierikzee, commemorato l'8 giugno, e Armando Óscar Valdés, monaco, uno dei martiri della guerra civile spagnola.

## Persone

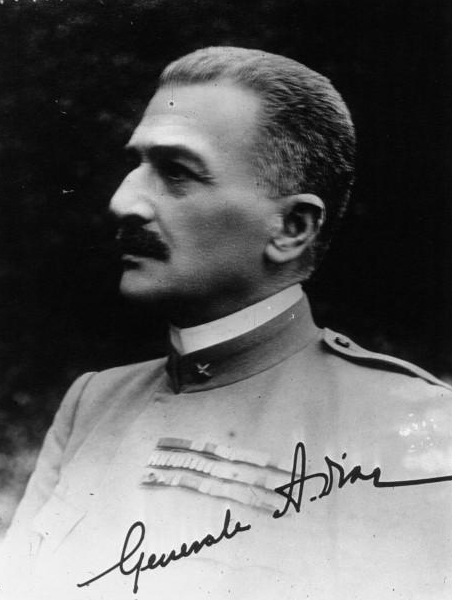
Armando Diaz

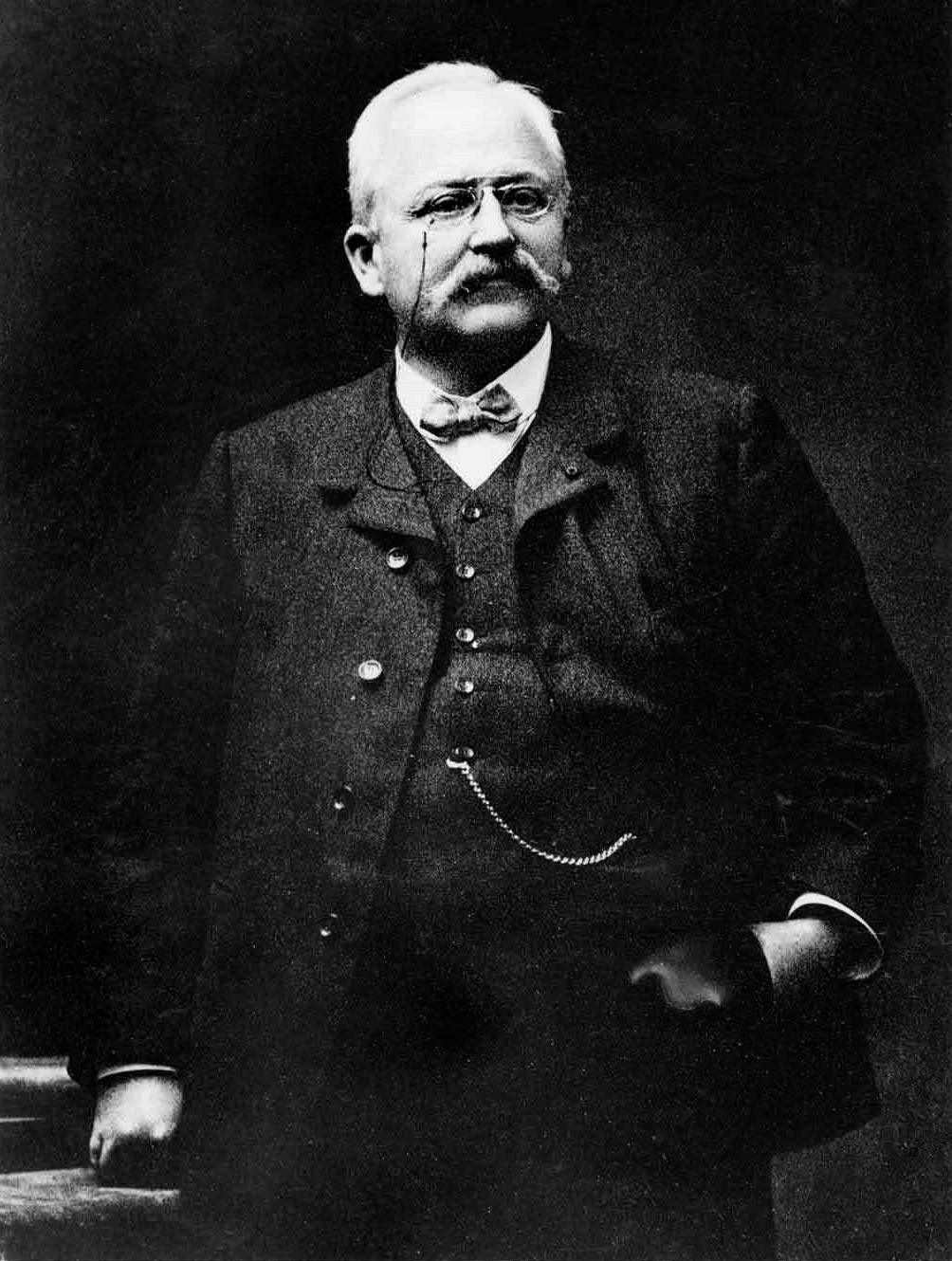
Armand Peugeot

- Armando di Borbone-Conti, principe di Conti
- Armando Bandini, attore e doppiatore italiano
- Armando Boetto, aviatore e ufficiale italiano
- Armando Borghi, politico, anarchico e giornalista italiano
- Armando Brasini, architetto italiano
- Armando Cossutta, politico e partigiano italiano
- Armando Diaz, generale italiano
- Armando Falconi, attore e comico italiano
- Armando Fragna, musicista e compositore italiano
- Armando Francioli, attore italiano
- Armando Girotti, filosofo italiano
- Armando Izzo, partigiano e politico italiano
- Armando Izzo, calciatore italiano
- Armando Madonna, calciatore e allenatore di calcio italiano
- Diego Armando Maradona, calciatore e allenatore di calcio argentino
- Armando Massarenti, filosofo ed epistemologo italiano
- Armando Méndez San Martín, politico argentino
- Armando Miranda, calciatore brasiliano
- Armando Picchi, calciatore e allenatore di calcio italiano
- Armando Sciascia, violinista, arrangiatore, direttore d'orchestra e compositore italiano
- Armando Stula, cantante, attore e pittore italiano
- Armando Testa, pubblicitario, disegnatore, animatore e pittore italiano
- Armando Trovajoli, pianista, compositore e direttore d'orchestra italiano

### Variante Armand
- Armand Assante, attore statunitense
- Armand Fallières, politico francese
- Armand Peugeot, imprenditore francese
- Armand Salacrou, drammaturgo francese

## Il nome nelle arti
- "L'Armando" è una canzone del 1964 scritta da Dario Fo e cantata da Enzo Jannacci.
- Armando è il padrone della Pimpa, personaggio di un cartone animato ideato da Altan.
- Armando Dippet è un personaggio minore della saga di Harry Potter.
- Armand Duval è un personaggio del romanzo La signora delle camelie, scritto da Alexandre Dumas figlio.
- Armando Mendoza è il coprotagonista della popolare telenovela colombiana Yo soy Betty, la fea.